# 内丘铁角蕨
内丘铁角蕨（学名：Asplenium propinquum）为铁角蕨科铁角蕨属下的一个种。

## 扩展阅读
- 維基物種上的相關：内丘铁角蕨